# Melanagromyza nibletti
Melanagromyza nibletti är en tvåvingeart som beskrevs av Spencer 1957. Melanagromyza nibletti ingår i släktet Melanagromyza och familjen minerarflugor. Inga underarter finns listade i Catalogue of Life.